# Hydratacja
Hydratacja, uwodnienie – ogół procesów chemicznych lub fizycznych, w których związkiem chemicznym przyłączanym do innej substancji jest woda, przy czym woda ta jest przyłączana w całości (nie powstają dodatkowo produkty uboczne). Procesy hydratacji są szczególną postacią procesów solwatacji.
Przykładem uwodnienia jest przemiana hematytu w limonit, skrobi w dekstrynę oraz anhydrytu w gips. Proces zachodzi bardzo często łącznie z uwęglanowieniem i hydrolizą.
Woda w trakcie hydratacji może być w postaci ciekłej lub gazowej. Różne formy procesu hydratacji polegają na wiązaniu na różne sposoby cząsteczek wody z cząsteczkami innych substancji lub ich jonami. W produktach hydratacji woda może pozostawać nadal w postaci cząsteczkowej lub stanowić udział w nowo powstałym związku chemicznym w postaci mieszaniny wodoru i tlenu w proporcji równoważnej stechiometrycznie cząsteczce wody, czyli w stosunku 2:1.
Postacie hydratacji:
- reakcja chemiczna syntezy (zarówno w chemii nieorganicznej jak i organicznej), np. reakcja wody z tlenkiem, która daje wodorotlenek
- powstanie wiązania koordynacyjnego w sieci krystalicznej niektórych związków, w wyniku czego z soli bezwodnej powstaje sól uwodniona
- związanie w roztworze wodnym z niektórymi kationami o dużej wartościowości, czego efektem jest powstanie kationów kompleksowych
- związanie cząsteczek wody z powierzchnią cząstki koloidalnej, czego efektem jest powstanie zolu

Związki chemiczne będące produktami hydratacji nazywane są hydratami.